# Liste der Baudenkmale in Fintel
In der Liste der Baudenkmale in Fintel sind alle Baudenkmale der niedersächsischen Gemeinde Fintel aufgelistet. Die Quelle der  Baudenkmale ist der Denkmalatlas Niedersachsen. Der Stand der Liste ist der 19. Oktober 2020.

## Allgemein
In den Spalten befinden sich folgende Informationen:
- Lage: die Adresse des Baudenkmales und die geographischen Koordinaten. Kartenansicht, um Koordinaten zu setzen. In der Kartenansicht sind Baudenkmale ohne Koordinaten mit einem roten Marker dargestellt und können in der Karte gesetzt werden. Baudenkmale ohne Bild sind mit einem blauen Marker gekennzeichnet, Baudenkmale mit Bild mit einem grünen Marker.
- Bezeichnung: Bezeichnung des Baudenkmales
- Beschreibung: die Beschreibung des Baudenkmales. Unter § 3 Abs. 2 NDSchG werden Einzeldenkmale und unter § 3 Abs. 3 NDSchG Gruppen baulicher Anlagen und deren Bestandteile ausgewiesen.
- ID: die Objekt-ID des Baudenkmales
- Bild: ein Bild des Baudenkmales, ggf. zusätzlich mit einem Link zu weiteren Fotos des Baudenkmals im Medienarchiv Wikimedia Commons. Wenn man auf das Kamerasymbol klickt, können Fotos zu Baudenkmalen aus dieser Liste hochgeladen werden:

## Fintel

### Gruppe: Kirchhof Rotenburger Straße
Die Gruppe „Kirchhof Rotenburger Straße“ besteht aus der evangelischen Antoniuskirche und dem umgebenden Kirchhof. Sie hat die ID 31019109.

| Lage                                              | Bezeichnung | Beschreibung | ID       | Bild           |
| ------------------------------------------------- | ----------- | --- | -------- | -------------- |
| Rotenburger Straße 11 53° 10′ 15″ N, 9° 39′ 56″ O | Kirche      | Kirche 1884 anstelle eines Vorgängerbaues von 1649 erbaut, als Saalbau mit Apsis und Westturm, aus Backstein; im Inneren Ausstattungsgegenstände aus der alten Kirche wie eine Deësisgruppe mit Engeln und Jesus dem Auferstandenen. | 31015981 | Weitere Bilder |
| Rotenburger Straße 11 53° 10′ 16″ N, 9° 39′ 56″ O | Kirchhof    | Auf der Grünfläche um die Kirche befinden sich mehrere Grabsteine aus der zweiten Hälfte des 19. Jahrhunderts sowie ein alter Baumbestand.                                                                                           | 31016002 |                |

### Einzelbaudenkmale
| Lage                                             | Bezeichnung              | Beschreibung | ID       | Bild |
| ------------------------------------------------ | ------------------------ | --- | -------- | ---- |
| Pferdemarkt 12 53° 10′ 15″ N, 9° 40′ 8″ O        | Wohn-/Wirtschaftsgebäude | Zweiständer-Hallenhaus von 1771 in Fachwerk mit reetgedecktem Krüppelwalmdach und Niedersachsengiebel, seit 1989 Heimathaus Schimmes Hoff | 31015957 |      |
| Rotenburger Straße 50 53° 10′ 5″ N, 9° 39′ 33″ O | Wohn-/Wirtschaftsgebäude | Zweiständer-Hallenhaus von um 1850 in Fachwerk mit reetgedecktem Krüppelwalmdach und Niedersachsengiebel | 31016065 | BW   |
| Freudenthalstraße 49 53° 10′ 6″ N, 9° 39′ 19″ O  | Wohn-/Wirtschaftsgebäude | Zweiständer-Hallenhaus vom 18. Jahrhundert bzw. von 1815 in Fachwerk mit reetgedecktem Krüppelwalmdach und Niedersachsengiebel; zeitweise Wohnhaus vom niederdeutschen Heimatschriftsteller Friedrich Freudenthal                                         | 31015936 |      |
| Freudenthalstraße 53° 10′ 17″ N, 9° 39′ 19″ O    | Denkmal                  | Das im Jahr 1932 für den niederdeutschen Schriftsteller Friedrich Freudenthal (1849–1929) errichtete Denkmal stellt sich als Findling auf einem gemauerten Feldsteinsockel dar. Auf dem Findling ist ein Porträt in Gestalt eines Medaillons aufgebracht. | 49303595 | BW   |
| Feldmark 53° 9′ 33″ N, 9° 38′ 50″ O              | Schafstall               | Bretterverschalter Gefügegebäude mit naturwüchsigen Krummsparren und reetgedeckten Satteldach | 31016044 |      |
| Feldmark 53° 10′ 2″ N, 9° 42′ 26″ O              | Schafstall               | Schafstall von um 1850 als Gefügegebäude mit reetgedecktenrüppelwalmdach. | 31016023 | BW   |